# Harvey Award
Die Harvey Awards sind Auszeichnungen, die für besondere Leistungen im Bereich des Comics vergeben werden. Der vollständige Name lautet „Harvey Kurtzman Awards“, nach einem der Mitbegründer des MAD-Magazins und gleichzeitigen Erfinders von Alfred E. Neumann. Sie gehören zu den ältesten und bedeutendsten Auszeichnungen in der Comic-Branche.
Die Harvey Awards wurden 1988 auf Initiative von Fantagraphics Books ins Leben gerufen, nachdem die Kirby Awards im Jahr zuvor eingestellt worden waren. Aus den jeweiligen Nominierten wählt eine Jury aus Professionellen aus der Comic-Branche in einer öffentlichen Abstimmung diejenigen fünf in einer bestimmten Kategorie aus, die dann in die engere Wahl kommen, in der schließlich die Gewinner bestimmt werden.
Die Awards wurden auf verschiedenen Messen in Nordamerika verliehen: auf der Chicago Comic-Con, der Dallas Fantasy Fair, der Wondercon (in Oakland) und der Pittsburgh Comicon. Die Verleihung im Jahr 2004 fand am 26. Juni im Museum of Cartoon und Comic Art (MoCCA) in New York City statt. Seit 2006 wurden die Harvey Awards im Rahmen der Baltimore Comic Con (Ende August / Anfang September) verliehen. 2017 ersetzte die Baltimore Comic Con den Harvey Award durch die Mike Wieringo Comic Book Industry Awards.

## Kategorien und Preisträger

### Best Writer (bester Autor)
- 1988 Alan Moore, für Watchmen (DC Comics)
- 1989 Gilbert Hernandez, für Love and Rockets (Fantagraphics)
- 1990 Gilbert Hernandez, für Love and Rockets (Fantagraphics)
- 1991 Neil Gaiman, für The Sandman (DC)
- 1992 Neil Gaiman, für The Sandman (DC)
- 1993 Will Eisner
- 1994 Scott McCloud, für Understanding Comics (Tundra/Kitchen Sink Press)
- 1995 Alan Moore, für From Hell (Kitchen Sink Press)
- 1996 Alan Moore, für From Hell (Kitchen Sink Press)
- 1997 Daniel Clowes, für Eightball (Fantagraphics Books)
- 1998 Kurt Busiek, für seine gesamte Arbeit im Jahr 1997, inklusive Kurt Busiek’s Astro City (Image/Homage), Avengers (Marvel Comics), und Thunderbolts (Marvel Comics)
- 1999 Alan Moore, für seine gesamte Arbeit im Jahr 1998, inklusive From Hell (Kitchen Sink Press) und Supreme (Awesome)
- 2000 Alan Moore, für The League of Extraordinary Gentlemen (ABC)
- 2001 Alan Moore, für Promethea (ABC)
- 2002 Brian Azzarello, für 100 Bullets (DC)
- 2003 Alan Moore, für Promethea (ABC)
- 2004 Chester Brown, für Louis Riel (Drawn & Quarterly Publishing)
- 2005 Daniel Clowes, für Eightball (Fantagraphics Books)
- 2006 Ed Brubaker, für Captain America (Marvel Comics)
- 2007 Ed Brubaker, für Daredevil (Marvel)
- 2008 Brian K. Vaughan, für Y: The Last Man (DC)
- 2009 Grant Morrison, für All-Star Superman (DC)
- 2010 Robert Kirkman, für The Walking Dead (Image Comics)
- 2011 Roger Langridge, für Thor: The Mighty Avenger (Marvel)
- 2012 Mark Waid, für Daredevil (Marvel)
- 2013 Brian K. Vaughan, für Saga (Image Comics)
- 2014 Brian K. Vaughan, für Saga (Image Comics)
- 2015 Mark Waid, für Daredevil (Marvel)
- 2016 Brian K. Vaughan, für Saga (Image Comics)

### Best Artist or Penciller (bester Zeichner oder Vorzeichner)
- 1988 Dave Gibbons, für Watchmen (DC)
- 1989 Brian Bolland, für Batman: The Killing Joke (DC)
- 1990 Mark Schultz, für Xenozoic Tales (Kitchen Sink)
- 1991 Steve Rude, für World’s Finest (DC)
- 1992 Mark Schultz, für Xenozoic Tales (Kitchen Sink)
- 1993 Mark Schultz, für Xenozoic Tales (Kitchen Sink)
- 1994 Alex Ross, für Marvels (Marvel)
- 1995 Mike Mignola, für Hellboy (Dark Horse Comics)
- 1996 Mike Mignola, für Hellboy (Dark Horse Comics)
- 1997 Alex Ross, für Kingdom Come (DC Comics)
- 1998 Philip Craig Russell, für seine gesamte Arbeit im Jahr 1997, inklusive Elric: Stormbringer (Dark Horse Comics/Topps Comics), und Dr. Strange: What Is It That Disturbs You, Stephen? (Marvel)
- 1999 Jaime Hernandez, für seine gesamte Arbeit im Jahr 1998, inklusive Penny Century (Fantagraphics)
- 2000 Mike Mignola, für Hellboy: Box Full of Evil (Dark Horse/Maverick)
- 2001 Jaime Hernandez, für Penny Century (Fantagraphics)
- 2002 Eduardo Risso, für 100 Bullets (DC Comics)
- 2003 Eduardo Risso, für 100 Bullets (DC Comics)
- 2004 Craig Thompson, für Blankets (Top Shelf Productions)
- 2005 Darwyn Cooke, für DC: The New Frontier (DC Comics)
- 2006 J. H. Williams III, für Promethea (ABC / Wildstorm / DC Comics)
- 2007 Frank Quitely, für All Star Superman (DC)
- 2008 Frank Quitely, für All Star Superman (DC)
- 2009 Gabriel Ba, für Umbrella Academy  (Dark Horse)
- 2010 Robert Crumb, für Book of Genesis (W.W. Norton)
- 2011 Darwyn Cooke, für Richard Stark’s Parker: The Outfit (IDW)
- 2012 J.H. Williams, für Batwoman (DC)
- 2013 Fiona Staples, für Saga (Image Comics)
- 2014 Fiona Staples, für Saga (Image Comics)
- 2015 Fiona Staples, für Saga (Image Comics)
- 2016 Fiona Staples, für Saga (Image Comics)

### Best Cartoonist (Writer/Artist) (bester Cartoonist (Autor/Zeichner))
- 1988 Paul Chadwick, für Concrete (Dark Horse)
- 1989 Paul Chadwick, für Concrete (Dark Horse)
- 1990 Chester Brown, für Yummy Fur (Vortex)
- 1991 Peter Bagge, für Hate (Fantagraphics)
- 1992 Dave Sim, für Cerebus (Aardvark-Vanaheim)
- 1993 Will Eisner, für Invisible People (Kitchen Sink)
- 1994 Jeff Smith, für Bone (Cartoon Books)
- 1995 Jeff Smith, für Bone (Cartoon Books)
- 1996 Jeff Smith, für Bone (Cartoon Books/Image Comics)
- 1997 Jeff Smith, für Bone (Image Comics/Cartoon Books)
- 1998 Sergio Aragonés, für seine gesamte Arbeit im Jahr 1997, inklusive Sergio Aragones' Louder than Words (Dark Horse Comics)
- 1999 Jeff Smith, für seine gesamte Arbeit im Jahr 1998, inklusive Bone (Cartoon Books)
- 2000 Jeff Smith, für Bone (Cartoon Books)
- 2001 Al Jaffee, für Mad (E.C. Publications)
- 2002 Dan Clowes, für Eightball (Fantagraphics)
- 2003 Jeff Smith, für Bone (Cartoon Books)
- 2004 Craig Thompson, für Blankets (Top Shelf Productions)
- 2005 Jeff Smith, für Bone (Cartoon Books)
- 2006 Chris Ware, für Acme Novelty Library Nr. 16 (Acme Novelty Library)
- 2007 Jaime Hernandez, für Love and Rockets (Fantagraphics)
- 2008 Darwyn Cooke, für The Spirit (DC)
- 2009 Al Jaffee, für Tall Tales (Abrams Books)
- 2010 Darwyn Cooke, für Richard Stark’s Parker: The Hunter (IDW)
- 2011 Darwyn Cooke, für Richard Stark’s Parker: The Outfit (IDW)
- 2012 Kate Beaton, für Hark! A Vagrant (Drawn & Quarterly)
- 2013 Jaime Hernandez, für Love and Rockets: New Stories (Fantagraphics)
- 2014 Paul Pope, für Battling Boy (First Second)
- 2015 Terry Moore, für Rachel Rising (Abstract Studios)
- 2016 Stan Sakai, für Usagi Yojimbo

### Special Award for Humor (Sonderauszeichnung für Humor)
- 1989 Bill Watterson, für Calvin & Hobbes (Universal Press Syndicate)
- 1990 Sergio Aragonés
- 1991 Sergio Aragones
- 1992 Sergio Aragones
- 1993 Sergio Aragones
- 1994 Jeff Smith
- 1995 Sergio Aragones
- 1996 Evan Dorkin
- 1997 Sergio Aragones
- 1998 Sergio Aragones
- 1999 Sergio Aragones
- 2000 Sergio Aragones
- 2001 Sergio Aragones
- 2002 Evan Dorkin, für Dork
- 2003 Evan Dorkin, für Dork
- 2004 Tony Millionaire, für Sock Monkey (Dark Horse Comics)
- 2005 Kyle Baker, für Plastic Man (DC Comics)
- 2006 Kyle Baker, für Plastic Man (DC Comics)
- 2007 Bryan Lee O’Malley, für Scott Pilgrim & The Infinite Sadness (Oni Press)
- 2008 Nicholas Gurewitch, für Perry Bible Fellowship
- 2009 Al Jaffee, für Tall Tales (Abrams Books)
- 2010 Bryan Lee O’Malley, für Scott Pilgrim 5 (Oni Press)
- 2011 Roger Langridge, für The Muppet Show (BOOM! Studios)
- 2012 Kate Beaton, für Hark! A Vagrant (Drawn & Quarterly)
- 2013 Ryan North, für Adventure Time (KaBOOM! Studios)
- 2014 Ryan North, für Adventure Time (KaBOOM! Studios)
- 2015 Chip Zdarsky, für Sex Criminals (Image Comics)
- 2016 Chip Zdarsky für Howard the Duck (Marvel)

### Best Inker (bester Tuscher)
- 1988 Al Williamson, für Daredevil (Marvel)
- 1989 Al Williamson, für Daredevil (Marvel)
- 1990 Al Williamson, für Daredevil (Marvel)
- 1991 Al Williamson, für Fafhrd and the Grey Mouser (Marvel/Epic)
- 1992 Jaime Hernandez, für Love and Rockets (Fantagraphics)
- 1993 Al Williamson, für Spider-Man 2099 (Marvel)
- 1994 Al Williamson, für Spider-Man 2099 (Marvel)
- 1995 Al Williamson, für Spider-Man 2099 (Marvel)
- 1996 Kevin Nowlan, für Superman vs. Aliens (DC Comics/Dark Horse Comics)
- 1997 Mark Schultz, für Xenozoic Tales (Kitchen Sink Press)
- 1998 Charles Burns, für seine gesamte Arbeit im Jahr 1997, inklusive Black Hole (Kitchen Sink)
- 1999 Charles Burns, für seine gesamte Arbeit im Jahr 1998, inklusive Black Hole (Kitchen Sink)
- 2000 Jaime Hernandez, für Penny Century (Fantagraphics)
- 2001 Charles Burns, für Black Hole (Fantagraphics)
- 2002 Charles Burns, für Black Hole (Fantagraphics)
- 2003 Jaime Hernandez, für Love und Rockets (Fantagraphics)
- 2004 Charles Burns, für Black Hole (Fantagraphics Books)
- 2005 Charles Burns, für Black Hole (Fantagraphics Books)
- 2006 Charles Burns, für Black Hole Nr. 12 (Fantagraphics Books)
- 2007 Danny Miki, für Eternals (Marvel)
- 2008 Kevin Nowlan, für Witchblade
- 2009 Mark Morales, für Thor (Marvel)
- 2010 Klaus Janson, für Amazing Spider-Man (Marvel)
- 2011 Mark Morales, für Thor (Marvel)
- 2012 Joe Rivera, für Daredevil(Marvel Comics)
- 2013 Klaus Janson, für Captain America (Marvel Comics)
- 2014 Wade Von Grawbadger, für All New X-Men, (Marvel Comics)
- 2015 Danny Miki, für Batman (DC Comics)
- 2016 Klaus Janson für Dark Knight III: The Master Race (DC)

### Best Letterer (bester Schriftsetzer)
- 1988 Ken Bruzenak, für American Flagg! (First)
- 1989 Ken Bruzenak, für Mr. Monster (Dark Horse)
- 1990 Ken Bruzenak, für Black Kiss (Vortex)
- 1991 Daniel Clowes, für Eightball (Fantagraphics)
- 1992 Todd Klein, für The Sandman (DC)
- 1993 Todd Klein, für The Sandman (DC)
- 1994 Tom Orzechowski, für Spawn (Image)
- 1995 Todd Klein, für The Sandman (DC)
- 1996 Chris Ware, für Acme Novelty Library (Fantagraphics Books)
- 1997 Dan Clowes, für Eightball (Fantagraphics Books)
- 1998 Todd Klein, für seine gesamte Arbeit im Jahr 1997, inklusive Ka-Zar (Marvel Comics), Castle Waiting (Olio Press), Uncle Sam (DC Comics)
- 1999 Todd Klein, für seine gesamte Arbeit im Jahr 1998, inklusive House of Secrets (DC) und Captain America (Marvel Comics)
- 2000 Chris Ware, für Acme Novelty Library (Fantagraphics)
- 2001 Todd Klein, für Castle Waiting (Cartoon Books)
- 2002 Chris Ware, für Acme Novelty Library (Fantagraphics)
- 2003 Todd Klein, für Promethea (ABC)
- 2004 Dave Sim, für Cerebus (Aardvark-Vanaheim)
- 2005 Todd Klein, für Wonder Woman (DC Comics)
- 2006 Chris Ware, für Acme Novelty Library Nr. 16 (Acme Novelty Library)
- 2007 Stan Sakai, für Usagi Yojimbo (Dark Horse Comics)
- 2008 Chris Eliopoulos, für Daredevil
- 2009 John Workman, für Marvel 1985 (Marvel)
- 2010 David Mazzucchelli, für Asterios Polyp (Pantheon)
- 2011 John Workman, für Thor (Marvel)
- 2012 Chris Eliopoulos, für Fear Itself (Marvel)
- 2013 Todd Klein, für Fables (DC)
- 2014 Terry Moore, für Rachel Rising (Abstract Studio)
- 2015 Jack Morelli, für Afterlife With Archie (Archie Comic Publications)
- 2016 John Workman, für Ragnarok (IDW)

### Best Colorist (bester Kolorist)
- 1988 John Higgins, für Watchmen (DC)
- 1989 John Higgins, für Batman: The Killing Joke (DC)
- 1990 Steve Oliff, für Akira (Marvel)
- 1991 Steve Oliff, für Akira (Marvel/Epic)
- 1992 Steve Oliff, für Akira (Marvel/Epic)
- 1993 Jim Woodring, für „Frank“ from Tantalizing Stories Presents Frank In The River (Tundra)
- 1994 Steve Oliff, für Spawn (Image)
- 1995 Steve Oliff/Olyoptics, für Spawn (Image)
- 1996 Chris Ware, für Acme Novelty Library (Fantagraphics Books)
- 1997 Chris Ware, für Acme Novelty Library (Fantagraphics Books)
- 1998 Chris Ware, für seine gesamte Arbeit im Jahr 1997, inklusive Acme Novelty Library (Fantagraphics)
- 1999 Lynn Varley, für ihre gesamte Arbeit im Jahr 1998, inklusive 300 (Dark Horse)
- 2000 Chris Ware, für Acme Novelty Library (Fantagraphics)
- 2001 Laura DePuy, für The Authority (Wildstorm/DC)
- 2002 Chris Ware, für Acme Novelty Library (Fantagraphics)
- 2003 Dave Stewart, für Hellboy
- 2004 Chris Ware, für Acme Novelty Datebook (Drawn & Quarterly Publishing)
- 2005 Dave Stewart, für DC: The New Frontier (DC Comics)
- 2006 Laura Martin, für Astonishin X-Men (Marvel Comics)
- 2007 Lark Pien, für American Born Chinese (First Second Books)
- 2008 Laura Martin, für Thor
- 2009 Dave Stewart, für Umbrella Academy  (Dark Horse Comics)
- 2010 Laura Martin, für The Rocketeer: The Complete Adventures (IDW)
- 2011 Jose Villarrubia, für Cuba: My Revolution (Vertigo/DC)
- 2012 Dave Stewart, für Hellboy: The Fury (Dark Horse)
- 2013 Fiona Staples, für Saga (Image Comics)
- 2014 Dave Stewart, für Hellboy: The Midnight Circus (Dark Horse)
- 2015 Dave Stewart, für Hellboy: Hellboy in Hell (Dark Horse)
- 2016 Laura Allred, für Silver Surfer (Marvel)

### Best Cover Artist (bester Titelblatt-Zeichner)
- 1996 Alex Ross, für Kurt Busiek’s Astro City Nr. 1 (Image Comics)
- 1997 Alex Ross, für Kingdom Come Nr. 1 (DC Comics)
- 1998 Alex Ross, für Kurt Busiek’s Astro City (Image/Homage), Batman: Legends of the Dark Knight Nr. 100 (DC Comics), Squadron Supreme (Marvel Comics)
- 1999 Alex Ross, für Kurt Busiek’s Astro City (Image/Homage), Superman forever (DC), Superman: Peace on Earth (DC)
- 2000 Chris Ware, für Acme Novelty Library (Fantagraphics)
- 2001 Adam Hughes, für Wonder Woman (DC)
- 2002 Adam Hughes, für Wonder Woman (DC)
- 2003 Adam Hughes, für Wonder Woman (DC)
- 2004 Charles Burns, für Black Hole (Fantagraphics Books)
- 2005 James Jean, für Fables (DC)
- 2006 James Jean, für Fables (DC)
- 2007 James Jean, für Fables (DC)
- 2008 Mike Mignola, für Hellboy
- 2009 James Jean, für Fables, (Vertigo Comics)
- 2010 Mike Mignola, für Hellboy: The Bride Of Hell (Dark Horse Comics)
- 2011 Mike Mignola, für Hellboy (Dark Horse Comics)
- 2012 J.H. Williams, für Batwoman (DC)
- 2013 David Aja, für Hawkeye (Marvel Comics)
- 2014 Fiona Staples, Saga (Image Comics)
- 2015 Fiona Staples, Saga (Image Comics)
- 2016 Fiona Staples, Saga (Image Comics)

### Special Award for Excellence in Production/Presentation (Spezialauszeichnung für Exzellenz in Produktion/Präsentation)
- 1988 Watchmen, von Alan Moore und Dave Gibbons (DC)
- 1989 Hardboiled Defective Stories, von Charles Burns (RAW/Pantheon)
- 1990 Arkham Asylum, von Grant Morrison und Dave McKean (DC)
- 1991 Complete Little Nemo In Slumberlund, von Winsor McCay (Fantagraphics)
- 1992 Complete Little Nemo In Slumberlund, von Winsor McCay (Fantagraphics)
- 1993 Batman: Night Cries (DC)
- 1994 Marvels, von Kurt Busiek und Alex Ross; herausgegeben von Marcus McLaurin; entworfen von Joe Kaufman und Comicraft (Marvel)
- 1995 Acme Novelty Library, von Chris Ware; herausgegeben von Kim Thompson (Fantagraphics)
- 1996 Acme Novelty Library, von Chris Ware; herausgegeben von Kim Thompson; art directed by Chris Ware (Fantagraphics Books)
- 1997 Acme Novelty Library, von Chris Ware, herausgegeben von Kim Thompson, art directed by Chris Ware (Fantagraphics Books)
- 1998 Acme Novelty Library, von Chris Ware, herausgegeben von Kim Thompson, art directed by Chris Ware (Fantagraphics)
- 1999 Acme Novelty Library, von Chris Ware, herausgegeben von Kim Thompson, art direction by Chris Ware (Fantagraphics)
- 2000 Acme Novelty Library Nr. 13, von Chris Ware (Fantagraphics)
- 2001 Jimmy Corrigan, von Chris Ware, entworfen von Chris Ware (Pantheon)
- 2002 Spirit Archives (DC Comics)
- 2003 Krazy and Ignatz (Fantagraphics)
- 2004 Acme Novelty Datebook, von Chris Ware (Drawn & Quarterly Publishing)
- 2005 The Complete Peanuts 1950–1952, von Charles Schulz, entworfen von Seth (Fantagraphics Books)
- 2006 Little Nemo in Slumberland:So Many Splendid Sundays von Winsor McCay (Sunday Press Books)
- 2007 Lost Girls, produziert von Brett Warnock und Matt Kindt (Top Shelf Productions)
- 2008 EC Archives, herausgegeben von Russ Cochran (Gemstone)
- 2009 Kirby: King of Comics, von Mark Evanier (Abrams Books)
- 2010 The Rocketeer: The Complete Adventures von Dave Stevens, herausgegeben von Scott Dunbier (IDW)
- 2011 Dave Stevens' The Rocketeer: Artist’s Edition, entworfen von Randall Dahlk, herausgegeben von Scott Dunbier (IDW)
- 2012 Walt Simonson’s The Mighty Thor Artist’s Edition, herausgegeben von Scott Dunbier (IDW)
- 2013 Building Stories von Chris Ware (Pantheon Books)
- 2014 Best of Comic Books: When Marvel Comics Went Underground  von John Lind (Kitchen Sink Books/Dark Horse Comics)
- 2015 Little Nemo: Dream Another Dream von Andrew Carl, Josh O’Neill und Chris Stevens (Locust Moon Press)
- 2016 Peanuts: A Tribute to Charles M. Schulz (Boom! Studios)

### Best New Series (beste neue Serie)
- 1988 Concrete, von Paul Chadwick (Dark Horse)
- 1989 Kings In Disguise, von James Vance und Dan Burr (Kitchen Sink)
- 1990 Eightball, von Daniel Clowes (Fantagraphics)
- 1992 Cages, von Dave McKean (Tundra)
- 1994 Captain Sternn, von Bernie Wrightson und Shephard Hendrix; herausgegeben von Phil Amara (Tundra/Kitchen Sink Press)
- 1995 Acme Novelty Library von Chris Ware; herausgegeben von Kim Thompson (Fantagraphics)
- 1996 Kurt Busiek’s Astro City, von Kurt Busiek und Brent Anderson (Image Comics)
- 1997 Leave it to Chance, von James Dale Robinson und Paul Smith, herausgegeben von Jonathan Peterson (Homage)
- 1998 Penny Century, by Jaime Hernandez, herausgegeben von Gary Groth (Fantagraphics)
- 1999 The Spirit: New Adventures, diverse Künstler, herausgegeben von Katie Garnier
- 2000 Weasel, von Dave Cooper, herausgegeben von Gary Groth (Fantagraphics)
- 2001 Luba’s Comix und Stories, von Gilbert Hernandez (Fantagraphics)
- 2002 La Perdida, von Jessica Abel (Fantagraphics)
- 2003 Rubber Necker, von Nick Bertozzi (Alternative)
- 2004 Plastic Man, von Kyle Baker (DC Comics)
- 2005 Michael Chabon Presents: The Amazing Adventures of the Escapist (Dark Horse)
- 2006 Young Avengers (Marvel Comics)
- 2007 The Spirit (DC)
- 2008 The Umbrella Academy  (Dark Horse)
- 2009 Echo (Abstract Studios)
- 2010 Chew (Image Comics)
- 2011 American Vampire, von Scott Snyder, Stephen King und Rafael Albuquerque (Vertigo/DC)
- 2012 Daredevil (Marvel)
- 2013 Saga (Image Comics)
- 2014 Sex Criminals (Image Comics)
- 2015 Southern Bastards (Image Comics)
- 2016 Paper Girls (Image)

### Best Continuing or Limited Series (beste fortlaufende or abgeschlossene Serie)
- 1988 Watchmen, von Alan Moore und Dave Gibbons (DC)
- 1989 Love and Rockets, von Jaime Hernandez und Gilbert Hernandez (Fantagraphics)
- 1990 Love and Rockets, von Jaime Hernandez und Gilbert Hernandez (Fantagraphics)
- 1991 Eightball von Daniel Clowes (Fantagraphics)
- 1992 Eightball von Daniel Clowes (Fantagraphics)
- 1993 The Sandman, von Neil Gaiman (DC)
- 1994 Marvels, von Kurt Busiek und Alex Ross; herausgegeben von Marcus McLaurin (Marvel)
- 1995 From Hell, von Alan Moore und Eddie Campbell; herausgegeben von Phil Amara (Kitchen Sink Press)
- 1996 Sin City, von Frank Miller (Dark Horse Comics)
- 1997 Eightball, von Daniel Clowes, herausgegeben von Gary Groth (Fantagraphics)
- 1998 Kurt Busiek’s Astro City von Kurt Busiek und Brent Anderson (Image/Homage)
- 1999 300, von Frank Miller und Lynn Varley (Dark Horse)
- 2000 Acme Novelty Library, von Chris Ware, herausgegeben von Kim Thompson (Fantagraphics)
- 2001 Acme Novelty Library, von Chris Ware (Fantagraphics)
- 2002 100 Bullets (DC Comics)
- 2003 The League of Extraordinary Gentlemen, von Alan Moore und Kevin O’Neill (ABC)
- 2004 The League of Extraordinary Gentlemen Volume II, von Alan Moore und Kevin O’Neill (America’s Best Comics/Wildstorm/DC Comics)
- 2005 DC: The New Frontier, von Darwyn Cooke (DC Comics)
- 2006 Runaways (Marvel Comics)
- 2007 Daredevil, von Ed Brubaker und Michael Lark (Marvel)
- 2008 All Star Superman (DC)
- 2009 All Star Superman (DC)
- 2010 The Walking Dead (Image Comics)
- 2011 Love And Rockets: Volume 3, von Jaime und Gilbert Hernandez (Fantagraphics)
- 2012 Daredevil (Marvel)
- 2013 Saga (Image Comics)
- 2014 Saga (Image Comics)
- 2015 Saga (Image Comics)
- 2016 Saga (Image Comics)

### Best Single Issue or Story (beste einzelne Ausgabe oder Geschichte)
- 1988 Watchmen Nr. 9, von Alan Moore und Dave Gibbons (DC)
- 1989 Batman: The Killing Joke, von Alan Moore und Brian Bolland (DC)
- 1990 Eightball Nr. 1, von Daniel Clowes (Fantagraphics)
- 1991 Eightball Nr. 3, von Daniel Clowes (Fantagraphics)
- 1992 Xenozoic Tales Nr. 11, von Mark Schultz und Steve Stiles (Kitchen Sink)
- 1993 Tantalizing Stories Presents Frank In The River, von Jim Woodring und Mark Martin (Tundra)
- 1994 Batman: Mad Love, von Paul Dini und Bruce W. Timm; herausgegeben von Scott Peterson (DC)
- 1995 Marvels Nr. 4, von Kurt Busiek und Alex Ross; herausgegeben von Marcus McLaurin (Marvel)
- 1996 Kurt Busiek’s Astro City Nr. 1, von Kurt Busiek und Brent underson (Image Comics)
- 1997 Acme Novelty Library Nr. von Chris Ware, herausgegeben von Kim Thompson (Fantagraphics Books)
- 1998 Eightball Nr. 18 von Daniel Clowes, herausgegeben von Gary Groth (Fantagraphics)
- 1999 Penny Century Nr. 3: „Home School“, von Jaime Hernandez (Fantagraphics)
- 2000 Acme Novelty Library Nr. 13, by Chris Ware (Fantagraphics)
- 2001 Superman & Batman: World’s Funnest, von Evan Dorkin und diversen anderen Künstlern (DC)
- 2002 Eightball Nr. 22 (Fantagraphics)
- 2003 The League of Extraordinary Gentlemen, Vol. II, Nr. 1, von Alan Moore und Kevin O’Neill (ABC)
- 2004 (Unentschieden) Gotham Central Nr. 6–10, von Greg Rucka und Michael Lark (DC Comics) und Love and Rockets Nr. 9, von Gilbert und Jaime Hernandez (Fantagraphics Books)
- 2005 Eightball Nr. 23, von Daniel Clowes
- 2006 Love and Rockets Vol. 2 Nr. 15, von Gilbert und Jaime Hernandez (Fantagraphics Books)
- 2007 Marvel Civil War Nr. 1 (Marvel)
- 2008 All Star Superman Nr. 8 (DC)
- 2009 Y: The Last Man Nr. 60, (Vertigo Comics)
- 2010 Asterios Polyp, von David Mazzucchelli (Pantheon)
- 2011 Daytripper, von Fabio Moon und Gabriel Bá (Vertigo/DC)
- 2012 Jim Henson’s Tale Of Sand, (Archaia Entertainment)
- 2013 Saga Nr. 1 (Image Comics)
- 2014 Pizza is My Business, Hawkeye Nr. 11 (Marvel Comics)
- 2015 Breaking Out, Dark Horse Presents Nr. 35 (Dark Horse Comics)
- 2016 Peanuts: A Tribute to Charles M. Schulz (Boom! Studios)

### Best Graphic Album (bestes Album)
- 1988 Watchmen, von Alan Moore und Dave Gibbons (DC)
- 1989 Batman: The Killing Joke, by Alan Moore und Brian Bollund (DC)
- 1990 Ed the Happy Clown, von Chester Brown (Vortex)

### Best Graphic Album of Original Work (bestes Album mit neuem Material)
- 1991 Why I Hate Saturn, von Kyle Baker (DC)
- 1992 To the Heart of the Storm, von Will Eisner (Kitchen Sink)
- 1993 Fairy Tales of Oscar Wilde, von Oscar Wilde und P. Craig Russell (NBM)
- 1994 Understanding Comics, von Scott McCloud; herausgegeben von Mark Martin (Tundra/Kitchen Sink Press)
- 1995 Our Cancer Year, von Harvey Pekar, Joyce Brabner und Frank Stack (Four Walls/Eight Windows)
- 1996 Am Rande des Himmels, von Howard Cruse; herausgegeben von Bronwyn Carlton Taggart (DC Comics/Paradox)
- 1997 Fax from Sarajevo, von Joe Kubert, herausgegeben von Bob Cooper (Dark Horse Comics)
- 1998 Sin City: Family Values, von Frank Miller, herausgegeben von Diana Schutz (Dark Horse Comics; ISBN 1-59307-297-X)
- 1999 You Are Here, von Kyle Baker (DC/Paradox)
- 2000 Batman: War on Crime, von Paul Dini und Alex Ross, herausgegeben von Charles Kochman und Joey Cavalieri (DC Comics)
- 2001 Last Day in Vietnam, von Will Eisner (Dark Horse Comics)
- 2002 The Golem’s Mighty Swing, von James Sturm (Drawn & Quarterly; ISBN 1-896597-71-8)
- 2003 The Cartoon History of the Universe III: From the Rise of Arabia to the Renaissance, von Larry Gonick (W. W. Norton)
- 2004 Blankets, von Craig Thompson (Top Shelf Productions)
- 2005 Blacksad 2, von Juanjo Guardno und Juan Diaz Canales
- 2006 Tricked, von Alex Robertson (Top Shelf Productions)
- 2007 Pride of Baghdad, von Brian K. Vaughan und Niko Henrichon (DC)
- 2008 Scott Pilgrim Gets it Together (Oni)
- 2009 Too Cool To Be Forgotten (Top Shelf)
- 2010 Asterios Polyp, von David Mazzucchelli (Pantheon)
- 2011 Scott Pilgrim Volume 6: Scott Pilgrim’s Finest Hour, von Bryan Lee O’Malley (Oni Press)
- 2012 Jim Henson’s Tale Of Sand, (Archaia Entertainment)
- 2013 Richard Stark's Parker: The Score (IDW)
- 2014 The Fifth Beatle: The Brian Epstein Story (Dark Horse Comics)
- 2015 Jim Henson's The Musical Monsters of Turkey Hollow (Archaia/BOOM! Studios)
- 2016 March: Book Two (Top Shelf)

### Best Original Graphic Publication For Younger Readers
- 2011 Tiny Titans, Art Baltazar und Franco Aureliani (DC)
- 2012 Anya’s Ghost (First Second)
- 2013 Adventure Time (KaBOOM! Studios)
- 2014 Adventure Time (KaBOOM! Studios)
- 2015 Lumberjanes (BOOM! Studios)
- 2016 Lumberjanes (BOOM! Studios)

### Best Graphic Album of Previously Published Work (bestes Album mit bereits veröffentlichtem Material)
- 1991 Warts und All, von Drew Friedman (RAW/Penguin)
- 1992 Maus II bzw. Maus: A Survivor’s Tale — and Here My Troubles Began, von Art Spiegelman (Pantheon Books; non-fiction; ISBN 0-679-72977-1)
- 1993 Hey Look!, von Harvey Kurtzman (Kitchen Sink)
- 1994 The Complete Bone Adventures, von Jeff Smith (Cartoon Books)
- 1995 Marvels, von Kurt Busiek und Alex Ross; herausgegeben von Marcus McLaurin (Graphitti Graphics)
- 1996 Hellboy: The Wolves of St. August, von Mike Mignola; herausgegeben von Barbara Kesel und Scott Alley (Dark Horse Comics)
- 1997 Astro City: Life in the Big City, von Kurt Busiek und Brent Anderson, herausgegeben von Ann Huntington Busiek (Homage)
- 1998 Batman: Black and White, von diversen Künstlern, herausgegeben von Bob Kahan, künstlerische Anleitung von Robbin Brosterman, Mark Chiarello, und Georg Brewer (DC Comics; ISBN 1-56389-332-0)
- 1999 Cages, von Dave McKean (Kitchen Sink)
- 2000 From Hell, von Alan Moore und Eddie Campbell (Eddie Campbell Comics)
- 2001 Jimmy Corrigan, the Smartest Kid on Earth, von Chris Ware, herausgegeben von Chip Kidd (Pantheon)
- 2002 Lone Wolf & Cub, von Kazuo Koike und Gōseki Kojima (Dark Horse Comics)
- 2003 20th Century Eightball, von Daniel Clowes (Fantagraphics)
- 2004 Louis Riel, von Chester Brown (Drawn & Quarterly Publishing)
- 2005 Bone: One Volume Edition, von Jeff Smith (Cartoon Books)
- 2006 Black Hole (Pantheon Books)
- 2007 The New Frontier, von Darwyn Cooke (DC)
- 2008 Captain America Omnibus (Marvel)
- 2009 Nat Turner (Abrams Books)
- 2010 Mice Templar Volume 1, von Bryan J.L. Glass und Michael Avon Oeming (Image Comics)
- 2011 Beasts Of Burden, von Evan Dorkin und Jill Thompson
- 2012 The Death Ray (Drawn & Quarterly)
- 2013 Alien: The Illustrated Story (Titan Books)
- 2014 Mouse Guard Volume 3: The Black Axe (Boom! Studios / Archaia)
- 2015 Mouse Guard: Baldwin the Brave and Other Tales (Archaia/BOOM! Studios)
- 2016 The Less Than Epic Adventures of TJ and Amal (Iron Circus)

### Best Anthology (beste Anthologie)
- 1990 A1, von diversen Künstlern (Atomeka)
- 1991 RAW, herausgegeben von Art Spiegelman und Françoise Mouly (RAW/Penguin)
- 1992 Dark Horse Presents, herausgegeben von Rundy Stradley (Dark Horse)
- 1993 Dark Horse Presents, herausgegeben von Rundy Stradley (Dark Horse)
- 1994 Blab!, herausgegeben von Monte Beauchamp (Kitchen Sink Press)
- 1995 Dark Horse Presents, herausgegeben von Bob Schreck und Rundy Stradley (Dark Horse)
- 1996 Drawn & Quarterly, herausgegeben von Marina Lesenko (Drawn & Quarterly)
- 1997 Dark Horse Presents, herausgegeben von Bob Schreck (Dark Horse)
- 1998 Dark Horse Presents, herausgegeben von Bob Schreck & Jamie S. Rich, (Dark Horse Comics)
- 1999 Oni Double Feature, herausgegeben von Bob Schreck (Oni)
- 2000 Tomorrow Stories, herausgegeben von Scott Dunbier (ABC)
- 2001 Drawn & Quarterly Vol. 3, Nr. 1, herausgegeben von Chris Oliveros (Drawn & Quarterly)
- 2002 Bizarro (DC Comics)
- 2003 Comics Journal Summer Special 2002 (Fantagraphics)
- 2004 Drawn & Quarterly Nr. 5, herausgegeben von Chris Oliveros (Drawn & Quarterly Publishing)
- 2005 (Unentschieden) Michael Chabon Presents: The Amazing Adventures of the Escapist, herausgegeben von Diana Schutz (Dark Horse) und McSweeney’s Quarterly Concern Nr. 13, herausgegeben von Chris Ware (McSweeney’s Books)
- 2006 Solo, DC Comics
- 2007 Flight vol. 3 (Ballantine Books)
- 2008 Popgun vol. 1, herausgegeben von Joe Keatinge (Image Comics)
- 2009 Comic Book Tatoo, herausgegeben von Rantz Hoseley (Image Comics)
- 2010 Wednesday Comics (DC Comics)
- 2011 Popgun Nr. 4, herausgegeben von D.J. Kirkbride, Anthony Wu and Adam P. Knave (Image Comics)
- 2012 Dark Horse Presents (Dark Horse)
- 2013 Dark Horse Presents (Dark Horse)
- 2014 Dark Horse Presents (Dark Horse)
- 2015 Dark Horse Presents (Dark Horse)
- 2016 Peanuts: A Tribute to Charles M. Schulz (Boom! Studios)

### Best Syndicated Comic Strip (bester Mainstream-Comicstrip)
- 1990 Calvin & Hobbes, von Bill Watterson (Universal Press Syndicate)
- 1991 Calvin & Hobbes, von Bill Watterson (Universal Press Syndicate)
- 1992 Calvin & Hobbes, von Bill Watterson (Universal Press Syndicate)
- 1993 Calvin & Hobbes, von Bill Watterson (Universal Press Syndicate)
- 1994 Calvin & Hobbes, von Bill Watterson (Universal Press Syndicate)
- 1995 Calvin & Hobbes, von Bill Watterson (Universal Press Syndicate)
- 1996 Calvin & Hobbes, von Bill Watterson (Universal Press Syndicate)
- 1997 Dilbert, von Scott Adams (United Feature)
- 1998 Mutts, von Patrick McDonnell (King Feature Syndicate)
- 1999 For Better or For Worse, von Lynn Johnston (United Feature Syndicate)
- 2000 Peanuts, von Charles M. Schulz
- 2001 Mutts, von Patrick McDonnell (King Feature Syndicate)
- 2002 Mutts, von Patrick McDonnell (King Feature Syndicate)
- 2003 Mutts, von Patrick McDonnell (King Feature Syndicate)
- 2004 Maakies, von Tony Millionaire
- 2005 Mutts, von Patrick McDonnell (King Feature Syndicate)
- 2006 Maakies, von Tony Millionaire
- 2007 The K Chronicles, von Keith Knight
- 2008 Doonesbury, von Garry Trudeau
- 2009 Mutts, von Patrick McDonnell (King Features Syndicate)
- 2010 Mutts, von Patrick McDonnell (King Features Syndicate)
- 2011 Doonesbury, von Garry Trudeau (Universal Press Syndicate)
- 2012 Cul De Sac, von Richard Thompson (Universal Press Syndicate)
- 2013 Dick Tracy, von Joe Staton und Mike Curtis (Tribune Media Services)
- 2014 Dick Tracy, von Joe Staton und Mike Curtis (Tribune Media Services)
- 2015 Dick Tracy, von Joe Staton und Mike Curtis (Tribune Media Services)
- 2016 Bloom County, von Berkley Breathed (Universal Uclick)

### Best Biographical, Historical, or Journalistic Presentation (beste biografische, historische oder journalistische Präsentation)
- 1990 The Comics Journal, herausgegeben von Gary Groth (Fantagraphics)
- 1991 The Comics Journal, herausgegeben von Gary Groth und Helena Harvilicz (Fantagraphics)
- 1992 The Comics Journal, herausgegeben von Gary Groth, Helena Harvilicz und Frank Young (Fantagraphics)
- 1993 The Comics Journal, herausgegeben von Gary Groth und Frank Young (Fantagraphics)
- 1994 Understanding Comics von Scott McCloud; herausgegeben von Mark Martin (Tundra/Kitchen Sink Press)
- 1995 The Comics Journal, herausgegeben von Gary Groth und Frank Young (Comics Journal Inc.)
- 1996 Crumb, Regie von Terry Zwigoff, produziert von Terry Zwigoff und Lynn O’Donnell (Sony Pictures)
- 1997 The Comics Journal, herausgegeben von Gary Groth und Tom Spurgeon (Fantagraphics Books)
- 1998 The Comics Journal, herausgegeben von Gary Groth (Fantagraphics)
- 1999 The Comics Journal, herausgegeben von Gary Groth und Tom Spurgeon (Fantagraphics)
- 2000 The Comics Journal (Fantagraphics)
- 2001 The Comics Journal (Fantagraphics)
- 2002 Jack Cole und Plastic Man
- 2003 B. Krigstein Vol. 1 (Fantagraphics)
- 2004 Comic Art Magazine (Comic Art)
- 2005 Comic Book Artist, herausgegeben von Jon B. Cooke (Top Shelf Productions)
- 2006 The Comics Journal (Fantagraphics)
- 2007 Art Out of Time, herausgegeben von Dan Nadel (Harry N. Abrams, Inc.)
- 2008 Reading Comics: How Graphic Albums Work and What They Mean von Douglas Wolk
- 2009 Kirby: King Of Comics, von Mark Evanier (Abrams Books)
- 2010 Art Of Harvey Kurtzman: The MAD Genius Of Comics, von Denis Kitchen und Paul Buhle (Abrams ComicArts)
- 2011 The Art Of Jaime Hernandez: The Secrets Of Life And Death, von Todd Hignite (Abrams ComicArts)
- 2012 Genius Isolated: The Life And Art Of Alex Toth (IDW)
- 2013 Robot 6 Website (Comic Book Resources)
- 2014 The Fifth Beatle: The Brian Epstein Story, von Vivek J. Tiwary, Andrew C. Robinson und Kyle Baker (Dark Horse Comics)
- 2015 Teenage Mutant Ninja Turtles: The Ultimate Visual History, von Andrew Fargo (Insight Editions)
- 2016 March: Book Two, (Top Shelf)

### Best American Edition of Foreign Material (beste amerikanische Veröffentlichung von ausländischem Material)
- 1988 Moebius Album Reihe, von Jean Giraud (aka Moebius) (Marvel)
- 1989 Der Incal, von Alejandro Jodorowsky und Jean „Moebius“ Giraud (Marvel)
- 1990 Akira, von Katsuhiro Otomo (Marvel)
- 1991 Lt. Blueberry, von Jean „Moebius“ Giraud (Marvel/Epic)
- 1992 Akira, von Katsuhiro Otomo (Marvel/Epic)
- 1993 Akira, von Katsuhiro Otomo (Marvel/Epic)
- 1994 Billie Holiday, von José Antonio Muñoz und Carlos Sampayo; herausgegeben von Gary Groth, Robert Boyd, und Kim Thompson (Fantagraphics)
- 1995 Druuna: Carnivora, von Paolo Eleuteri Serpieri; herausgegeben von Debra Rabas (Heavy Metal/Kitchen Sink Press)
- 1996 Akira, von Katsuhiro Otomo; übersetzt von Yoko Umezawa und Jo Duffy; herausgegeben von Kochi Yuri, Hisataka Nishitani und Marie Javins (Marvel Comics/Epic)
- 1997 Gon, von Masashi Tanaka, herausgegeben von Andrew Helfer (DC/Paradox Press)
- 1998 Drawn & Quarterly, von diversen Künstlern, herausgegeben von Chris Oliveros, Marina Lesenko, Steve Solomos (Drawn & Quarterly)
- 1999 A Jew in Communist Prague, vol. 3: „Rebellion“, von Vittorio Giardino, herausgegeben von Terry Nantier, übersetzt von Joe Johnson (NBM)
- 2000 Star Wars: The Manga, von Toshiki Kudo und Shin-Ichi Hiromoto basierend auf Geschichten von George Lucas, herausgegeben von David Lund (Dark Horse)
- 2001 Lone Wolf & Cub, von Kazuo Koike und Gōseki Kojima, herausgegeben von Mike Hansen (Dark Horse)
- 2002 Lone Wolf & Cub, von Kazuo Koike und Goseki Kojima (Dark Horse Comics)
- 2003 Lone Wolf & Cub, von Kazuo Koike und Goseki Kojima (Dark Horse Comics)
- 2004 Persepolis, von Marjane Satrapi (Pantheon Books)
- 2005 Buddha, von Osamu Tezuka (Vertical Inc.)
- 2006 Buddha, von Osamu Tezuka (Vertical Inc.)
- 2007 Abandon the Old in Tokyo, von Yoshihiro Tatsumi (Drawn & Quarterly), und Moomin, von Tove Jansson (D&Q) (Gleichstand)
- 2008 Eduardo Risso’s Tales of Terror (Dynamite Entertainment)
- 2009 Gus and his Gang (First Second)
- 2010 The Art Of Osamu Tezuka: God Of Manga, von Helen McCarthy (Abrams ComicArts)
- 2011 Blacksad, von Juan Diaz Canales und Juanjo Guarnido (Dark Horse Comics)
- 2012 The Manara Library Vol. 1: Indian Summer And Other Stories (Dark Horse)
- 2013 Blacksad: A Silent Hell, von Juan Diaz Canales und Juanjo Guarnido (Dark Horse Comics)
- 2014 Attack on Titan (Kodansha)
- 2015 Blacksad: Amarillo, von Juan Diaz Canales und Juanjo Guarnido (Dark Horse)
- 2016 Two Brothers und Corto Maltese: Beyond the Windy Isles (Gleichstand)

### Best Domestic Reprint Project (beste inländische Neuauflage)
- 1988 The Spirit, von Will Eisner (Kitchen Sink)
- 1989 Complete Crumb Comics, von Robert Crumb (Fantagraphics)
- 1990 Complete Little Nemo In Slumberlund, von Winsor McCay (Fantagraphics)
- 1991 Complete Crumb Comics, von Robert Crumb (Fantagraphics)
- 1992 Complete Crumb Comics, von Robert Crumb (Fantagraphics)
- 1993 Complete Crumb Comics, von Robert Crumb (Fantagraphics)
- 1994 Complete Little Nemo in Slumberlund Vol. 6, von Winsor McCay; herausgegeben von Bill Blackbeard; zusammengestellt von Dale Crain (Fantagraphics)
- 1995 The Complete Crumb Comics, von Robert Crumb; herausgegeben von Gary Groth und Robert Boyd; künstlerische Anleitung von Mark Thompson (Fantagraphics)
- 1996 The Complete Crumb Comics Vol. II, von Robert Crumb; herausgegeben von Mark Thompson (Fantagraphics Books)
- 1997 Batman: The Dark Knight Returns, 10th Anniversary Hardcover Edition, von Frank Miller, ursprüngliche Serie mitherausgegeben von Dick Giordano und Dennis O’Neil, Neuauflage herausgegeben von Archie Goodwin und Bob Kahan (DC Comics)
- 1998 Jack Kirby’s New Gods von Jack Kirby, und herausgegeben von Bob Kahan (DC Comics)
- 1999 DC Archives: Plastic Man, von Jack Cole, herausgegeben von Bob Kahan und Rick Taylor (DC)
- 2000 DC Archive Series, herausgegeben von Dale Crain (DC Comics)
- 2001 Spirit Archives, von Will Eisner, herausgegeben von Dale Crain (DC)
- 2002 Spirit Archives (DC Comics)
- 2003 Krazy and Ignatz (Fantagraphics)
- 2004 Krazy and Ignatz, von George Herrimann, herausgegeben von Bill Blackbeard (Fantagraphics)
- 2005 The Complete Peanuts 1950–1952, von Charles Schulz (Fantagraphics Books)
- 2006 Little Nemo in Slumberland: So Many Splendid Sundays von Winsor McCay (Sunday Press Books)
- 2007 The Complete Peanuts (Fantagraphics)
- 2008 The Complete Peanuts (Fantagraphics)
- 2009 The Complete Peanuts (Fantagraphics)
- 2010 The Rocketeer: The Complete Adventures von Dave Stevens, herausgegeben von Scott Dunbier (IDW)
- 2011 Dave Stevens’s The Rocketeer: Artist’s Edition, entworfen von Randall Dahlk, herausgegeben von Scott Dunbier (IDW)
- 2012 Walt Simonson’s The Mighty Thor Artist’s Edition (IDW)
- 2013 David Mazzucchelli's Daredevil: Born Again Artist's Edition (IDW)
- 2014 Best of Comix Book: When Marvel Comics Went Underground (Kitchen Sink Books/Dark Horse)
- 2015 Nick Fury Agent of S.H.I.E.L.D. Artist's Edition (IDW)
- 2016 Crimson Vol. 1 (Boom! Studios)

### Best New Talent (bestes neues Talent)
- 1990 Jim Lee
- 1991 Julie Doucet
- 1992 Joe Quesada
- 1996 Adrian Tomine
- 1997 Jessica Abel, für Artbabe (Selbstverlag)
- 1998 Steven Weissman, für Yikes (Alternative Press, Inc.)
- 1999 Kevin Smith, für Clerks (Oni), Daredevil (Marvel), Jay und Silent Bob (Oni)
- 2000 Craig Thompson, für Good-Bye, Chunky Rice etc.
- 2001 Michel Rabagliati, für Drawn & Quarterly Vol. 3, Nr. 1, Paul in the Country etc.
- 2002 Jason, für Hey Wait
- 2003 Nick Bertozzi, für Rubber Necker
- 2004 Derek Kirk Kim, für Same Difference And Other Stories (Alternative Comics)
- 2005 Andy Runton, für Owly (Top Shelf)
- 2006 (unentschieden) R. Kikou Johnson, für Night Fisher (Fantagraphics Books) und Roberto Aguirre-Sacasa, für Marvel Knights Four (Marvel Comics)
- 2007 Brian Fies
- 2008 Vasilios Lolos, für Last Call (Oni)
- 2009 Bryan J.L. Glass, für The Mice Templar (Image Books)
- 2010 Rob Guillory, für Chew (Image Comics)
- 2011 Chris Samnee, für Thor: The Mighty Avenger (Marvel)
- 2012 Sara Pichelli, für Ultimate Spider-Man (Marvel)
- 2013 Dennis Hopeless, für Avengers Arena (Marvel)
- 2014 Chip Zdarsky, Sex Criminals (Image Comics)
- 2015 Chad Lambert, Kill Me (Dark Horse Comics)
- 2016 Tom King, The Vision (Marvel)

### Best Online Comics Work
- 2006 American Elf, von James Kochalka
- 2007 The Perry Bible Fellowship, von Nicholas Gurewich
- 2008 The Perry Bible Fellowship, von Nicholas Gurewich
- 2009 High Moon, von Scott O. Brown, Steve Ellis und David Gallaher
- 2010 PVP, von Scott Kurtz
- 2011 Hark! A Vagrant, von Kate Beaton
- 2012 Hark! A Vagrant, von Kate Beaton
- 2013 Battlepug, von Mike Norton
- 2014 Battlepug, von Mike Norton
- 2015 The Private Eye, von Brian K. Vaughan, Marcos Martin und Muntsa Vicente
- 2016 Battlepug, von Mike Norton

### The Jack Kirby Hall of Fame (die Jack Kirby Ruhmeshalle)
- 1989 Wally Wood
- 1990 Steve Ditko
- 1990 Alex Toth
- 1991 Jack Cole
- 1991 Basil Wolverton
- 1992 Walt Kelly
- 1992 Bernard Krigstein
- 1993 Jerry Siegel
- 1993 Joe Shuster
- 1994 Bill Finger
- 1994 Bob Kane
- 1995 Bill Everett
- 1995 Stan Lee
- 1996 Carl Burgos
- 1996 Sheldon Mayer
- 1996 Julius Schwartz
- 1997 C. C. Beck (rückwirkend)
- 1997 William Gaines (rückwirkend)
- 1997 Gil Kane (Lebenswerk)
- 1997 Joe Kubert (Lebenswerk)
- 1997 Jean Giraud (auch bekannt als Moebius) (International)
- 1998 Reed Crandall (rückwirkend)
- 1998 Gardner F. Fox (rückwirkend)
- 1998 Carmine Infantino (Lebenswerk)
- 1998 Murphy Anderson (Lebenswerk)
- 1998 Milo Manara (International)
- 1999 Otto Binder (rückwirkend)
- 1999 Morton Meskin (rückwirkend)
- 1999 Neal Adams (Lebenswerk)
- 1999 Frank Frazetta (Lebenswerk)
- 1999 John Romita Sr. (Lebenswerk)
- 1999 Georges Remi alias „Hergé“ (International)
- 2000 nicht verliehen
- 2001 Mort Weisinger (rückwirkend)
- 2001 Sheldon Moldoff (Lebenswerk)
- 2001 Guido Crepax (International)

### Harvey Kurtzman Hall of Fame
- 2015 Jules Feiffer
- 2015 Will Eisner
- 2016 Carl Barks
- 2016 Al Jaffee

### Dick Giordano Humanitarian of the Year Award
- 2016 Beth Widera

### The Hero Initiative Lifetime Achievement Award
- 2006 George Pérez
- 2006 John Romita Sr.
- 2007 Joe Kubert
- 2008 Nick Cardy
- 2009 Neal Adams
- 2010 Walt Simonson
- 2011 Stan Lee
- 2012 John Romita Jr.
- 2013 Sal Buscema
- 2014 Herb Trimpe
- 2015 Russ Heath
- 2016 Joe Giella